# Comuna de Łomża
Łomża (polaco: Gmina Łomża) é uma gminy (comuna) na Polónia, na voivodia de Podláquia e no condado de Łomża. A sede do condado é a cidade de Łomża.
De acordo com os censos de 2004, a comuna tem 9711 habitantes, com uma densidade 46,8 hab/km².

## Área
Estende-se por uma área de 207,41 km², incluindo:
- área agrícola: 75%
- área florestal: 16%

## Demografia
Dados de 30 de Junho 2004:
|                      | Total   | Total | Mulheres | Mulheres | Homens  | Homens |
| -------------------- | ------- | ----- | -------- | -------- | ------- | ------ |
|                      | pessoas | %     | pessoas  | %        | pessoas | %      |
| População            | 9711    | 100   | 4828     | 49,7     | 4883    | 50,3   |
| Densidade (pop./km²) | 46,8    | 100   | 23,3     | 23,3     | 23,5    | 23,5   |

De acordo com dados de 2002, o rendimento médio per capita ascendia a 1192,65 zł.

## Subdivisões
- Andrzejki, Bacze Suche, Boguszyce, Bożenica, Chojny Młode, Czaplice, Dłużniewo, Gać, Giełczyn, Grzymały Szczepankowskie, Janowo, Jarnuty, Jednaczewo, Kisiołki, Konarzyce, Koty, Lutostań, Łochtynowo, Mikołajki, Milewo, Modzele-Skudosze, Modzele-Wypychy, Nowe Kupiski, Nowe Wyrzyki, Pniewo, Podgórze, Puchały, Rybno, Siemień Nadrzeczny, Siemień-Rowy, Sierzputy Młode, Stara Łomża nad Rzeką, Stara Łomża przy Szosie, Stare Chojny, Stare Kupiski, Stare Modzele, Stare Sierzputy, Wygoda, Zawady, Zosin.

## Comunas vizinhas
- Łomża, Mały Płock, Miastkowo, Nowogród, Piątnica, Rutki, Śniadowo, Wizna, Zambrów